# 나시옹역
나시옹역(프랑스어: Nation) 또는 나시옹역은 일드프랑스 파리에 소재한 파리 메트로와 고속 교외 철도의 철도역으로 1호선, 2호선, 6호선, 9호선과 RER A선이 지난다. 역명은 인근의 나시옹 광장(Place de la Nation)에서 유래되었다.

## 개요
나시옹역은 1900년 7월 19일에 파리 메트로 1호선 샤토 드 뱅센과 포르트 마이요(Porte Maillot) 간 노선이 개통과 동시에 개업하였다. 이후 1903년 4월 2일에 2호선 바뇰레 (Bagnolet, 현 알렉상드르 뒤마역) 구간 확장 개통과 함께 환승역이 되었고, 1909년 3월 1일 6호선 이탈리 광장(Place d'Italie)과 나시옹 구간 확장 개통, 1933년 12월 10일 9호선 리슐리외-드루오~몽트뢰유 간 개통으로 4개 노선 환승역이 되었다. 1969년 12월 12일에는 이전의 바스티유역을 대신하여, 뱅센선의 새로운 파리 종착역으로 RER 역사가 개업하였다. 1977년 12월 8일에는 A선의 중앙부분인 나시옹~오베르 간이 개통되었다.
역명은 1880년 혁명 기념일을 기리는 의미에서 나시옹 광장의 이름을 따서 지어졌다. 이전에는 Place du Trône란 이름이었는데, 프랑스 혁명 중에 설치된 기요틴에서 비롯되었다.

## 지하철 역 구조
| G                  | 거리                                              | 출입구                                         |
| M                  | 중2층                                             | 출입구 통로                                    |
| P 1,2,6호선 승강장 | 2호선 서행                                        | → 포르트 도팽 방면 (아브론) →                  |
| P 1,2,6호선 승강장 | 섬식 승강장，왼쪽-오른쪽 출입문이 열림            |                                                |
| P 1,2,6호선 승강장 | 2호선 서행                                        | → 포르트 도팽 방면 (아브론) →                  |
| P 1,2,6호선 승강장 | 상대식 승강장 및 스크린도어, 오른쪽 출입문이 열림 |                                                |
| P 1,2,6호선 승강장 | 1호선 서행                                        | ← 라 데팡스-그랑드 아르슈 방면 (뤠이유-디드호) |
| P 1,2,6호선 승강장 | 1호선 동행                                        | → 샤토 드 뱅센 방면 (포르트 드 뱅센) →         |
| P 1,2,6호선 승강장 | 상대식 승강장 및 스크린도어, 오른쪽 출입문이 열림 |                                                |
| P 1,2,6호선 승강장 | 6호선 서행                                        | ← 샤를 드 골-에투알르 방면 (픽퓨스)            |
| P 1,2,6호선 승강장 | 섬식 승강장, 왼쪽-오른쪽 출입문이 열림            |                                                |
| P 1,2,6호선 승강장 | 6호선 서행                                        | ← 샤를 드 골-에투알르 방면 (픽퓨스)            |
| 9호선 승강장       | 상대식 승강장, 오른쪽 출입문이 열림               | 상대식 승강장, 오른쪽 출입문이 열림            |
| 9호선 승강장       | 서행                                              | ← 퐁 드 세브르 방면 (불레 가)                  |
| 9호선 승강장       | 동행                                              | → 몽트뢰유 시청 방면 (뷔정발) →                |
| 9호선 승강장       | 상대식 승강장, 오른쪽 출입문이 열림               |                                                |

## 사진첩

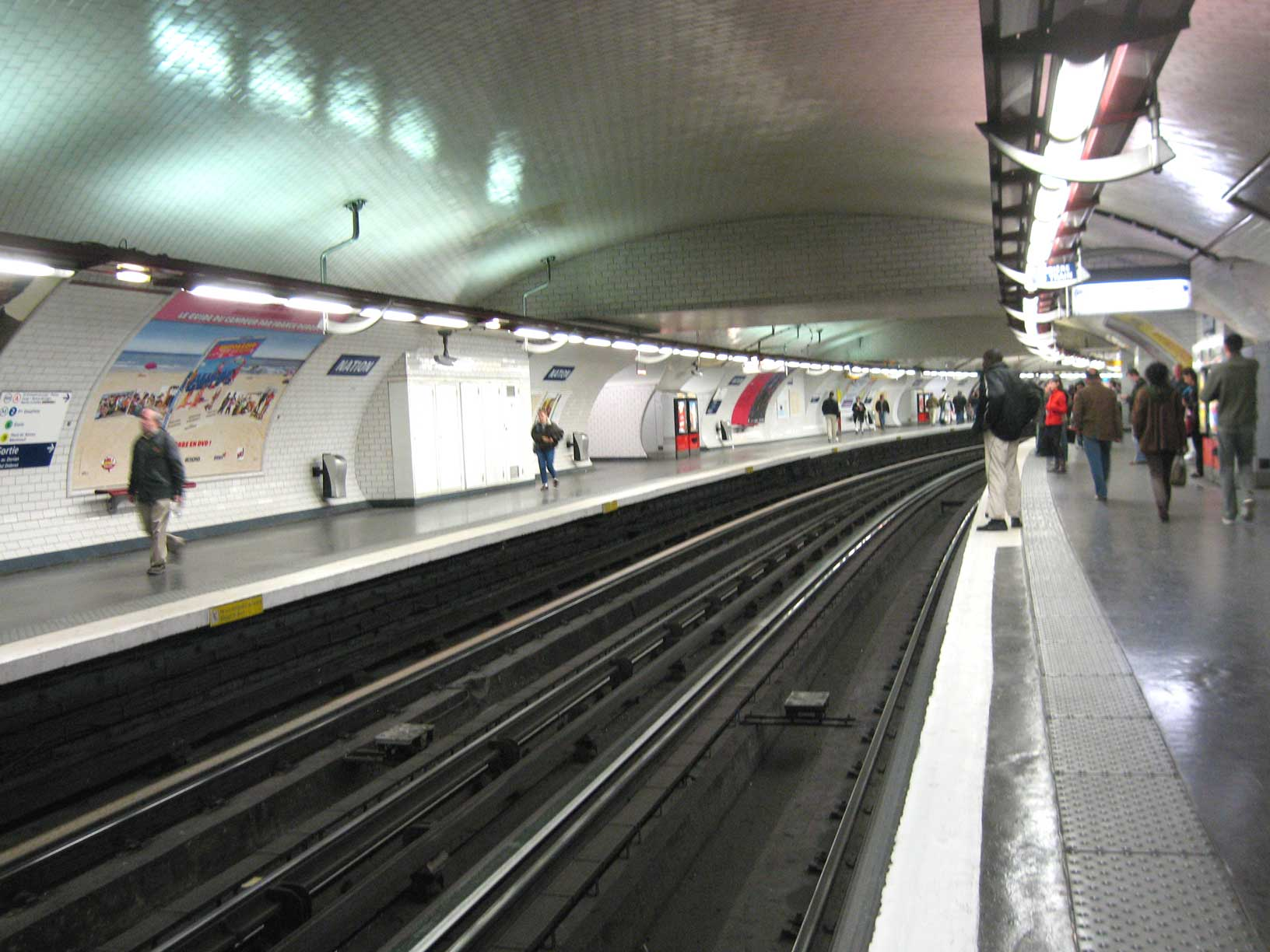
1호선 승강장
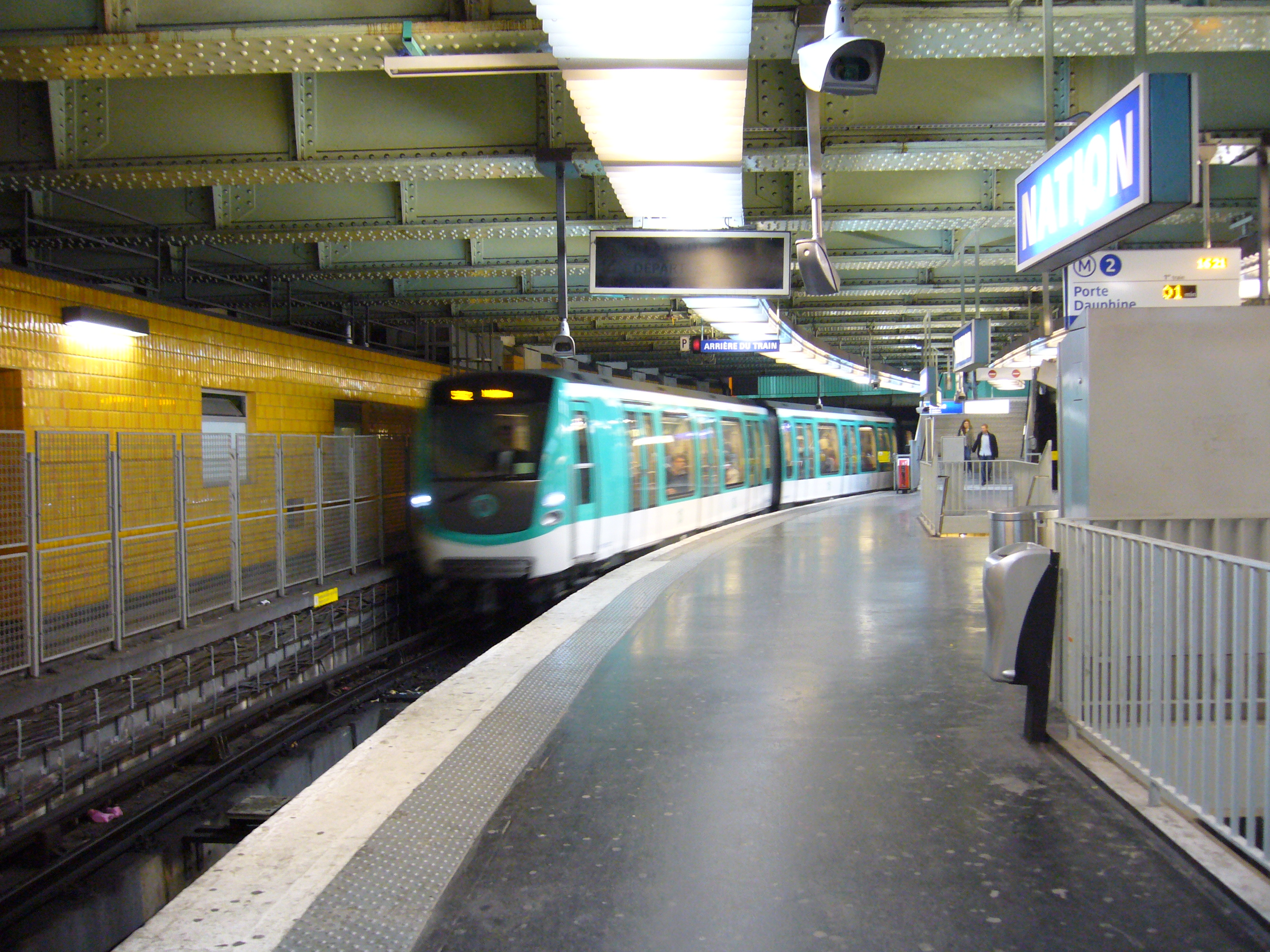
2호선 승강장
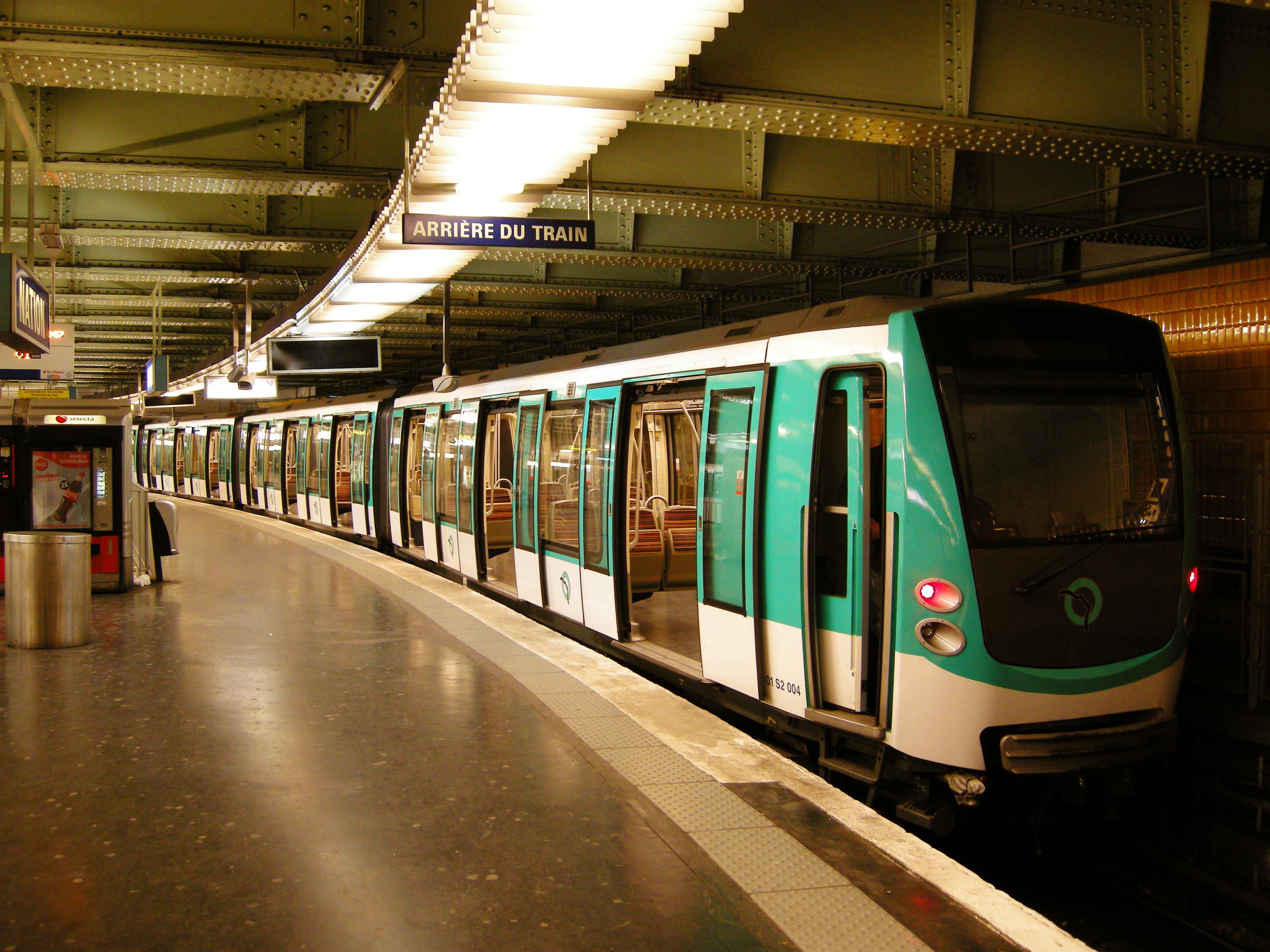
2호선 MF 2000 철도 차량
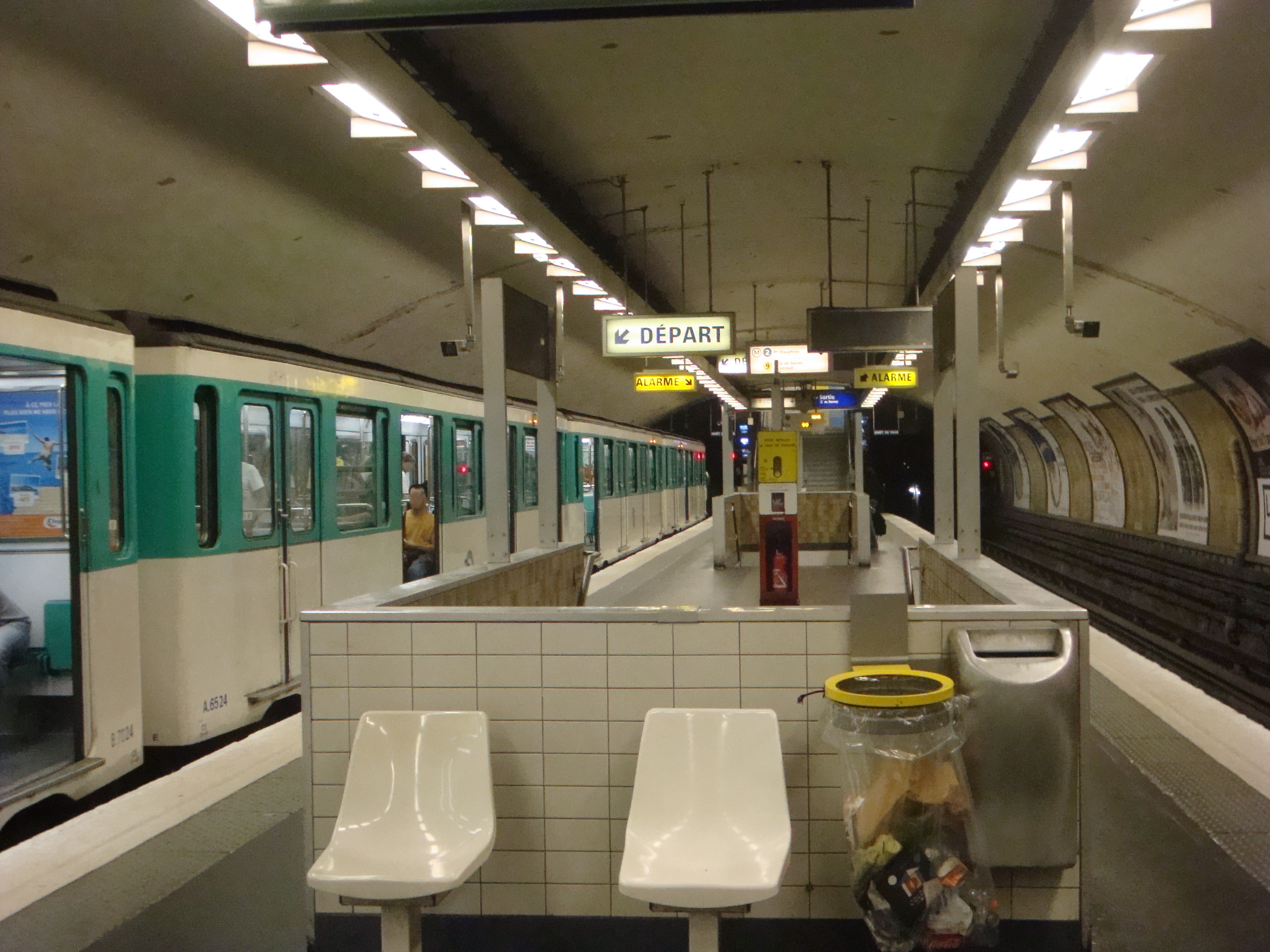
6호선 승강장
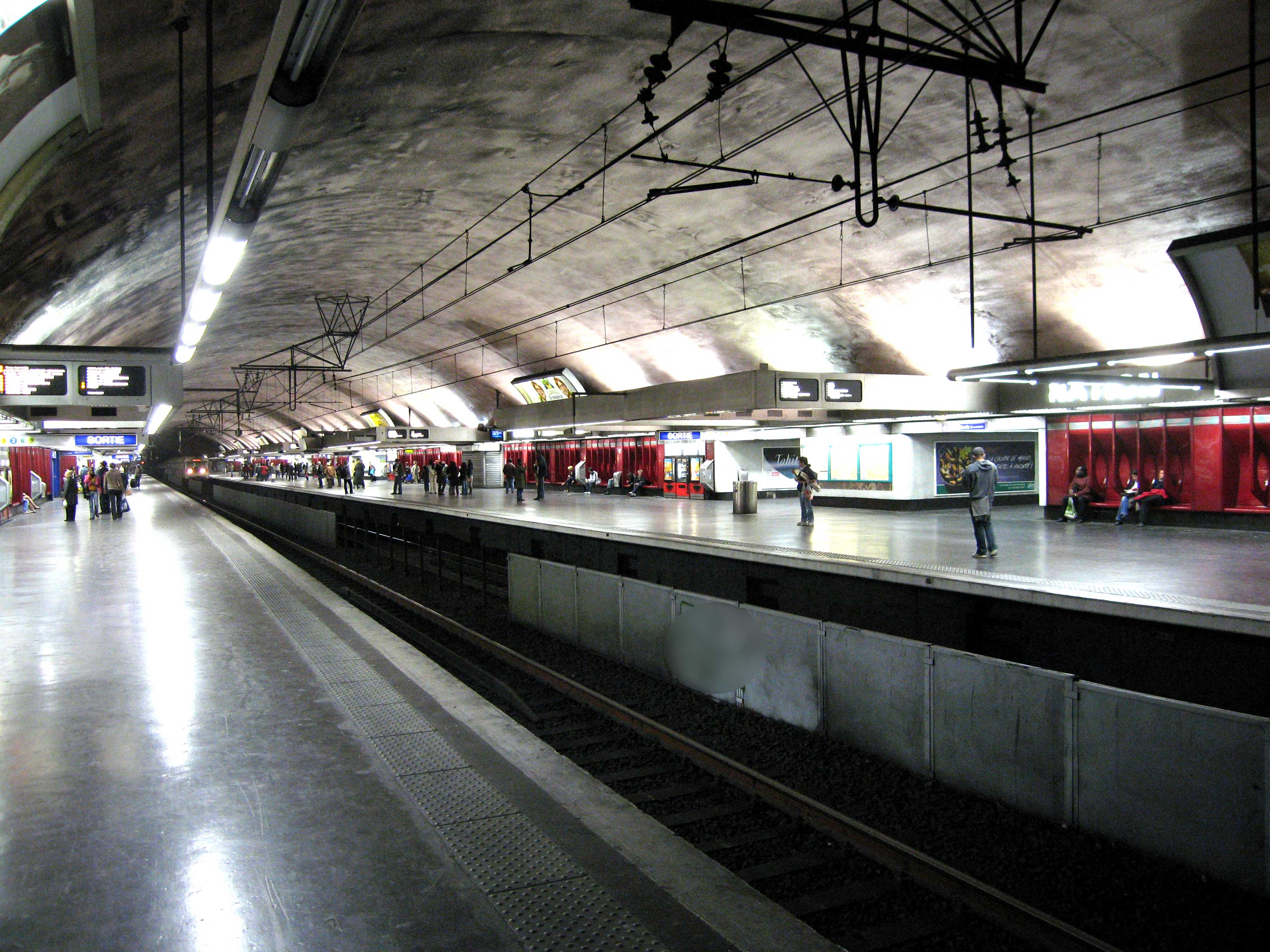
RER A선 승강장
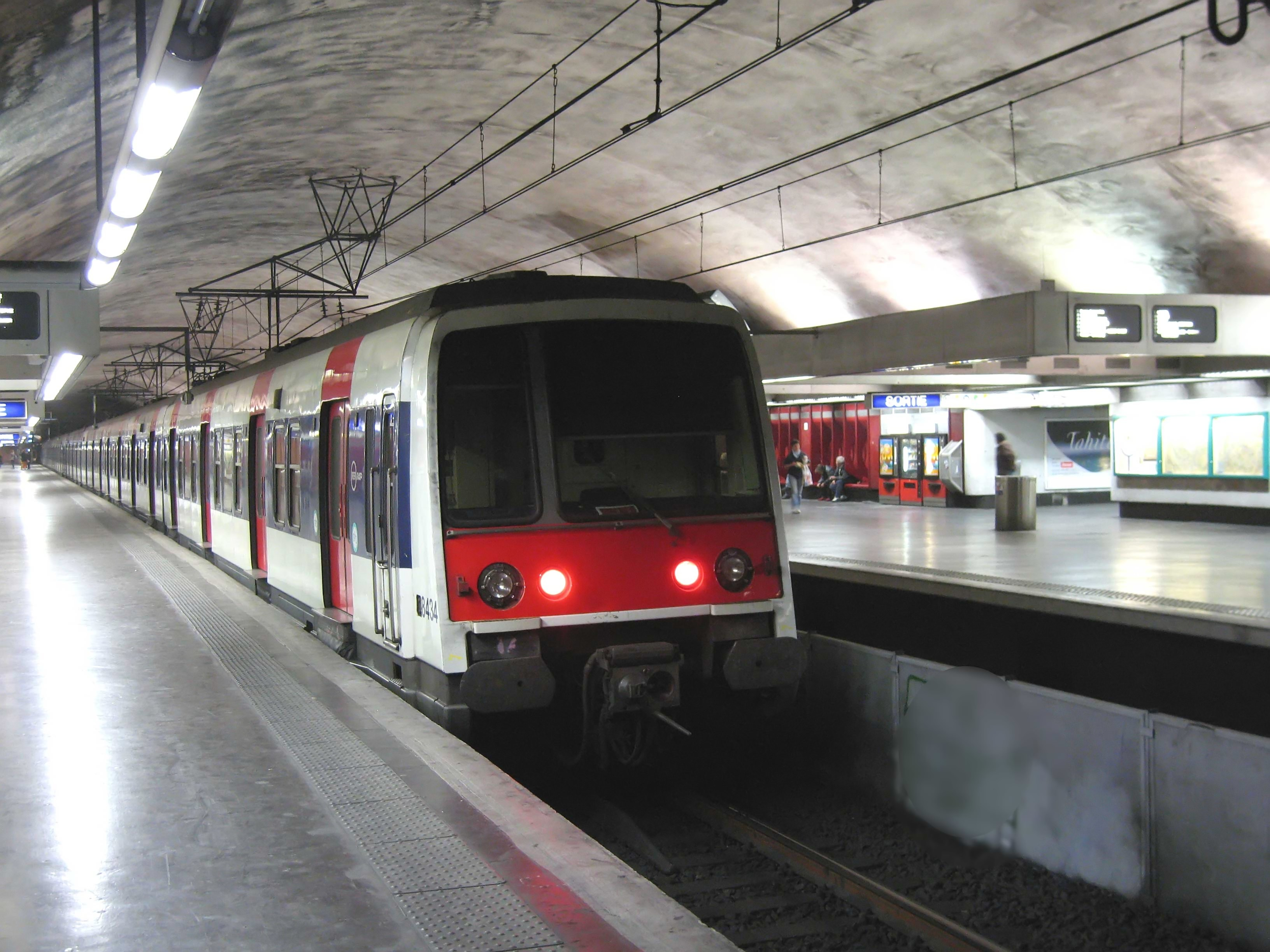
RER A선 MI 84 철도 차량

## 같이 보기
- 파리 메트로의 역 목록
- 파리 RER의 역 목록